# Coptostoma
Coptostoma is een geslacht van uitgestorven weekdieren uit de klasse van de Gastropoda (slakken). Exemplaren van dit geslacht zijn slechts als fossiel bekend.

## Soorten
- Coptostoma laurensii (Grateloup, 1845) †
- Coptostoma quadratum (J. Sowerby, 1822) †